# Juan Demóstenes Arosemena (Panamá)
Juan Demóstenes Arosemena es un corregimiento del distrito de Arraiján en la provincia de Panamá Oeste, República de Panamá. La localidad tiene 66 474 habitantes (2023). El corregimiento limita al norte con el corregimiento de Nuevo Emperador, al sur con el distrito de La Chorrera y con el corregimiento de Cerro Silvestre, al este con el corregimiento de Vista Alegre y con el corregimiento de Cerro Silvestre y al oeste con el distrito de La Chorrera.

## Historia

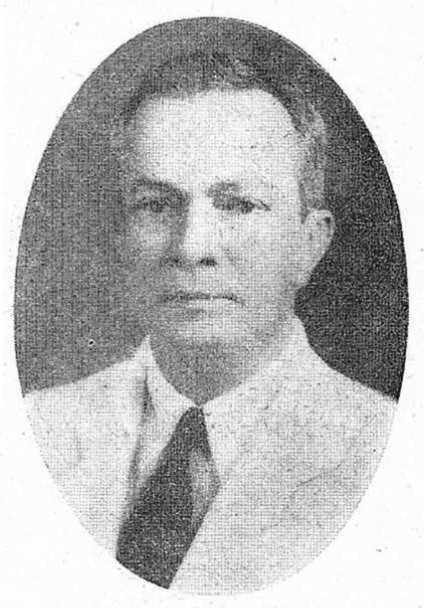
Juan Demóstenes Arosemena, presidente de Panamá desde 1936 hasta 1939.

El corregimiento fue creado en 1930 con el nombre de Nuevo Arraiján por Juan Demóstenes Arosemena, entonces presidente de la República por aquella época. En 1960 por solicitud del exconcejal Avelino González y mediante decreto alcaldicio, se le cambió el nombre de Nuevo Arraiján por el de Juan Demóstenes Arosemena.

## Transporte
En el corregimiento existen 2 rutas de autobuses que tienen un contacto directo entre el corregimiento y la Ciudad de Panamá: Los autobuses de Hato Montaña-Panamá y Ciudad del Futuro-Panamá.
No obstante, por el paso de la carretera Panamericana, es posible tomar autobuses provenientes de los distritos de La Chorrera y Capira.
Se prevé que la última estación de la futura Línea 3 del Metro de Panamá llegue hasta la urbanización de Ciudad del Futuro en el corregimiento de Juan Demóstenes Arosemena, antes de su expansión hacia el distrito de la Chorrera.
Posee una salida hacia la Autopista Arraiján-La Chorrera a la altura de Hato Montaña.